# Monasterio de Snagov
El monasterio de Snagov (en rumano: Mănăstirea Snagov) es un monasterio ortodoxo fundado por Mircea el Viejo, abuelo de Vlad el Empalador, cuando era parte del principado de Valaquia, hoy parte de Rumania.
Es conocido principalmente por ser el lugar en donde se encuentra la tumba del citado Vlad el Empalador. Aunque sin embargo, en 1933 la tumba fue abierta y solo contenía huesos de caballo y un anillo con las armas de Valaquia.

## Galería de imágenes

Exteriores del monasterio
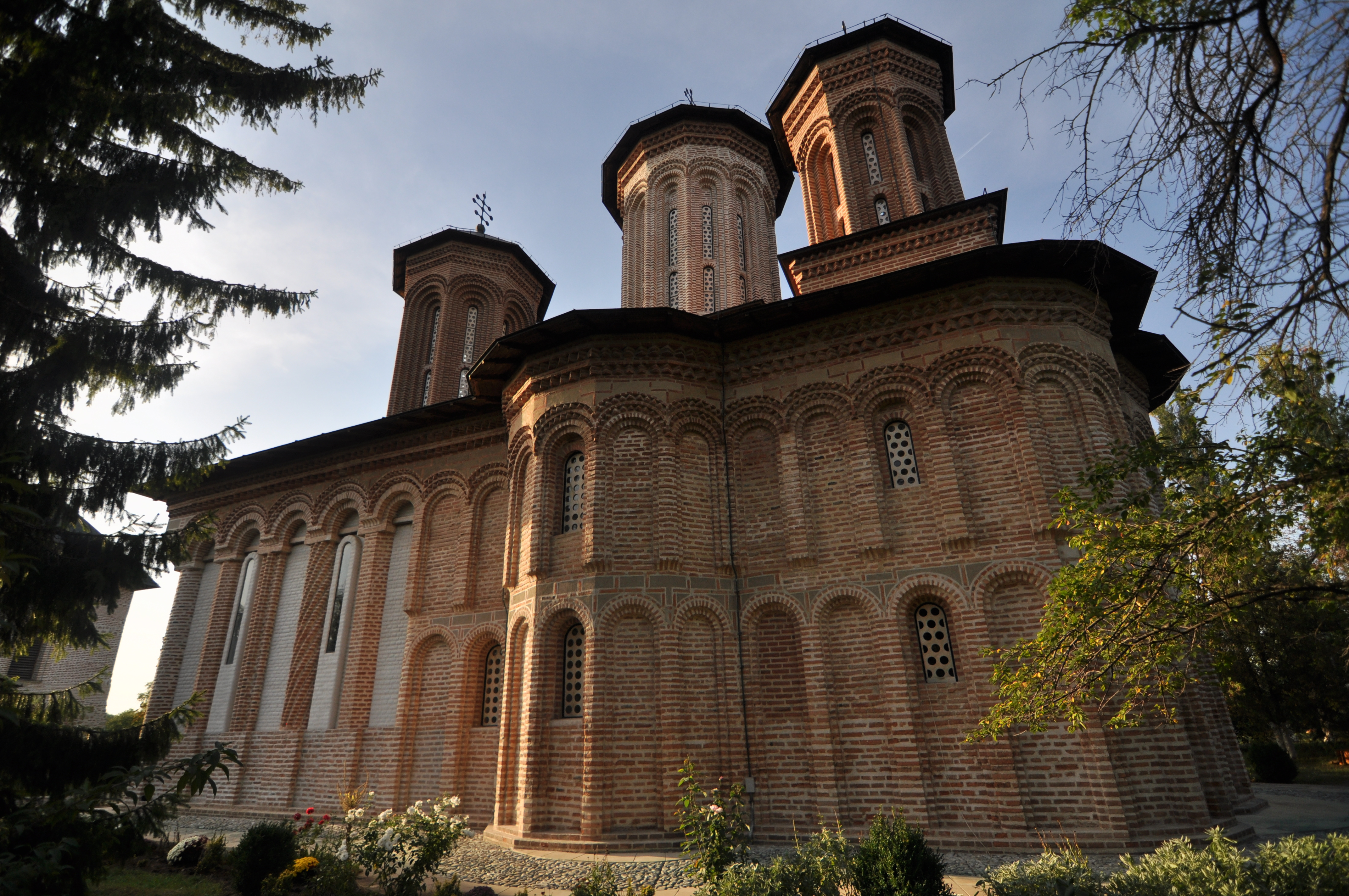
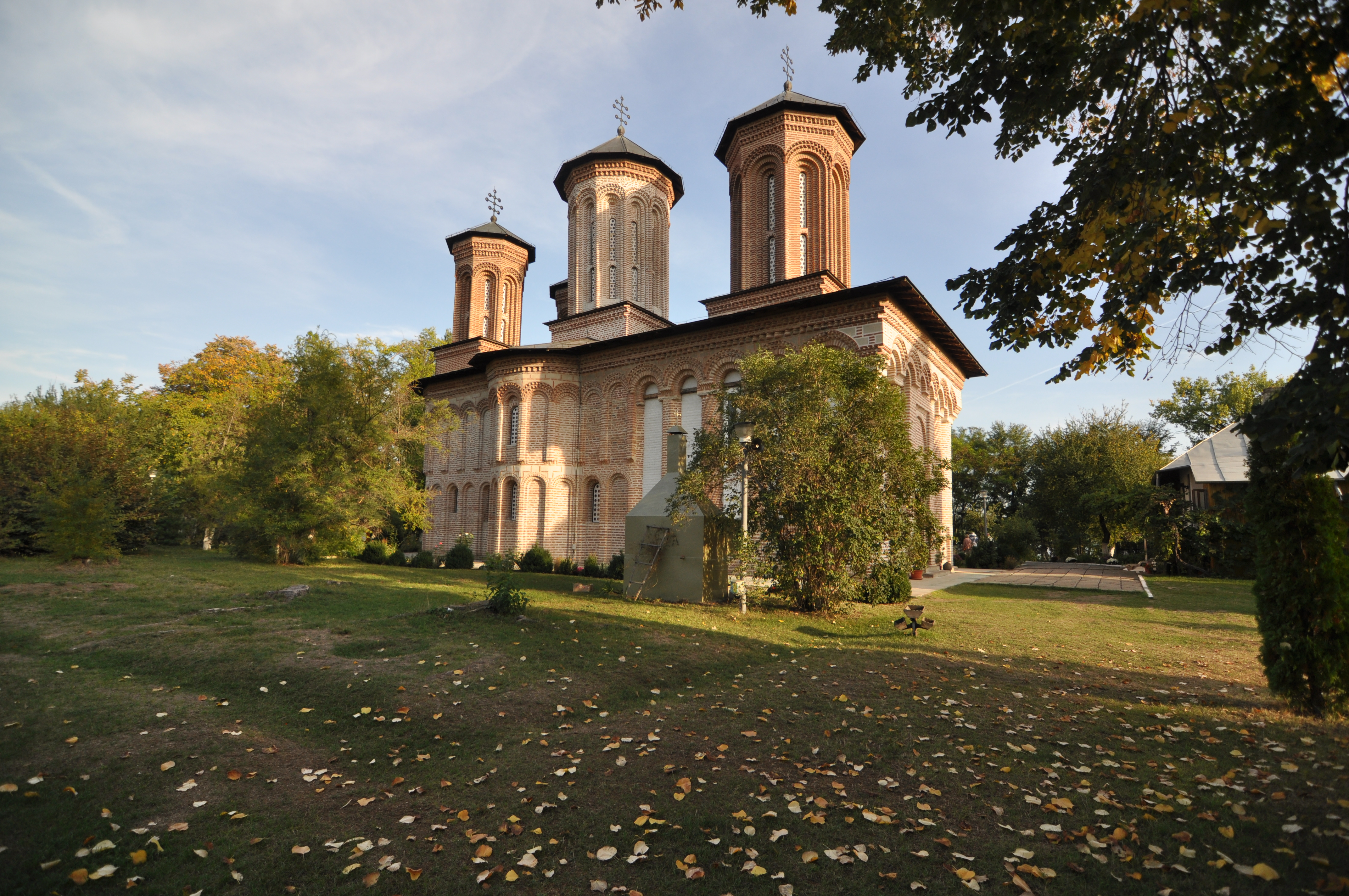
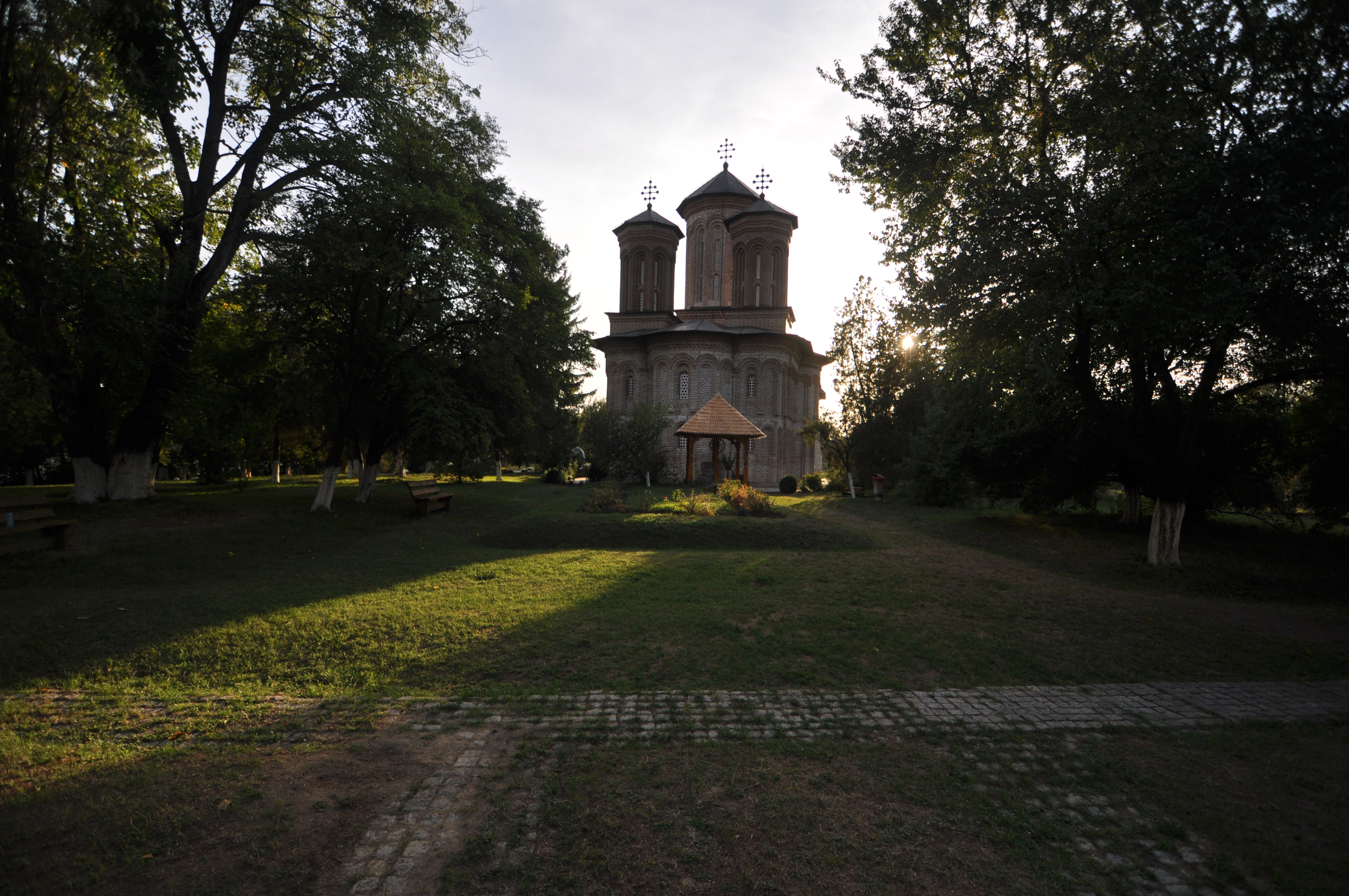

Interiores del monasterio
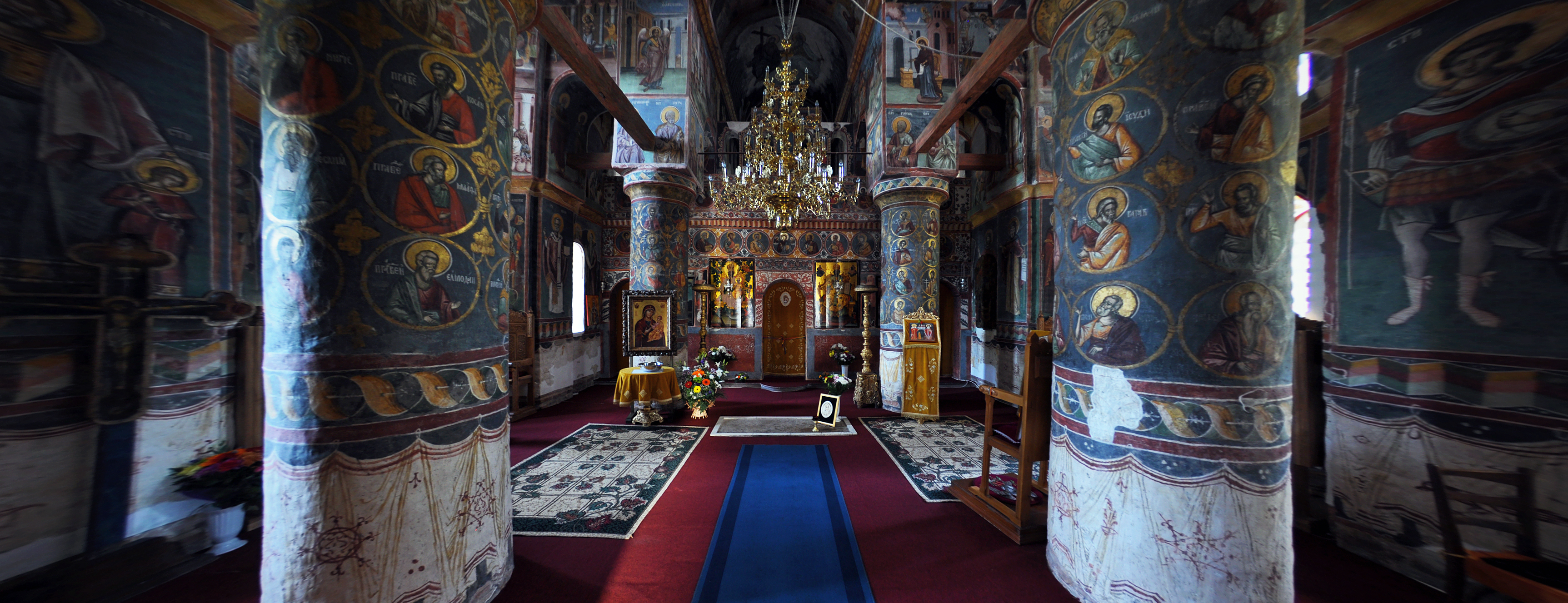
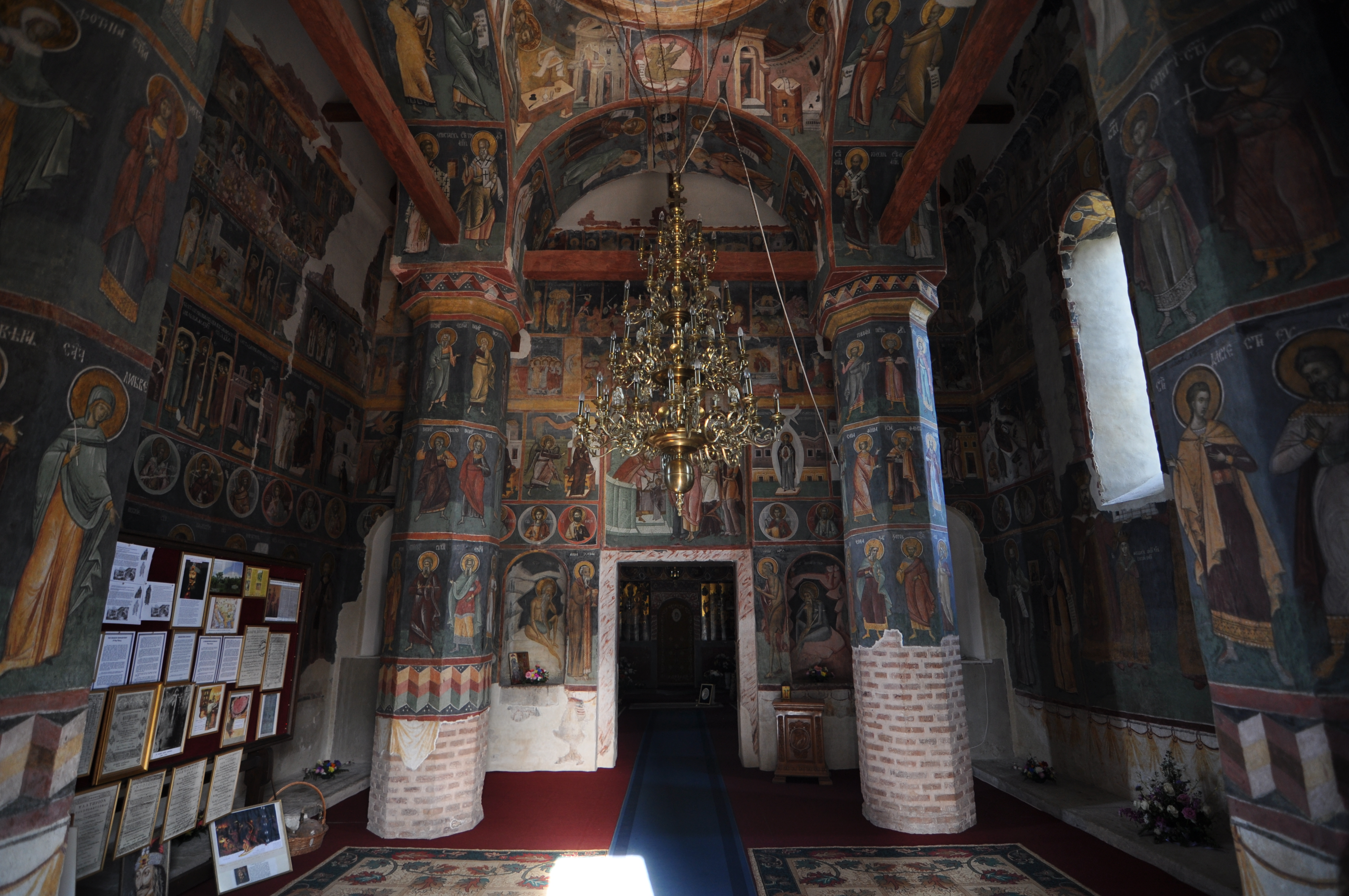
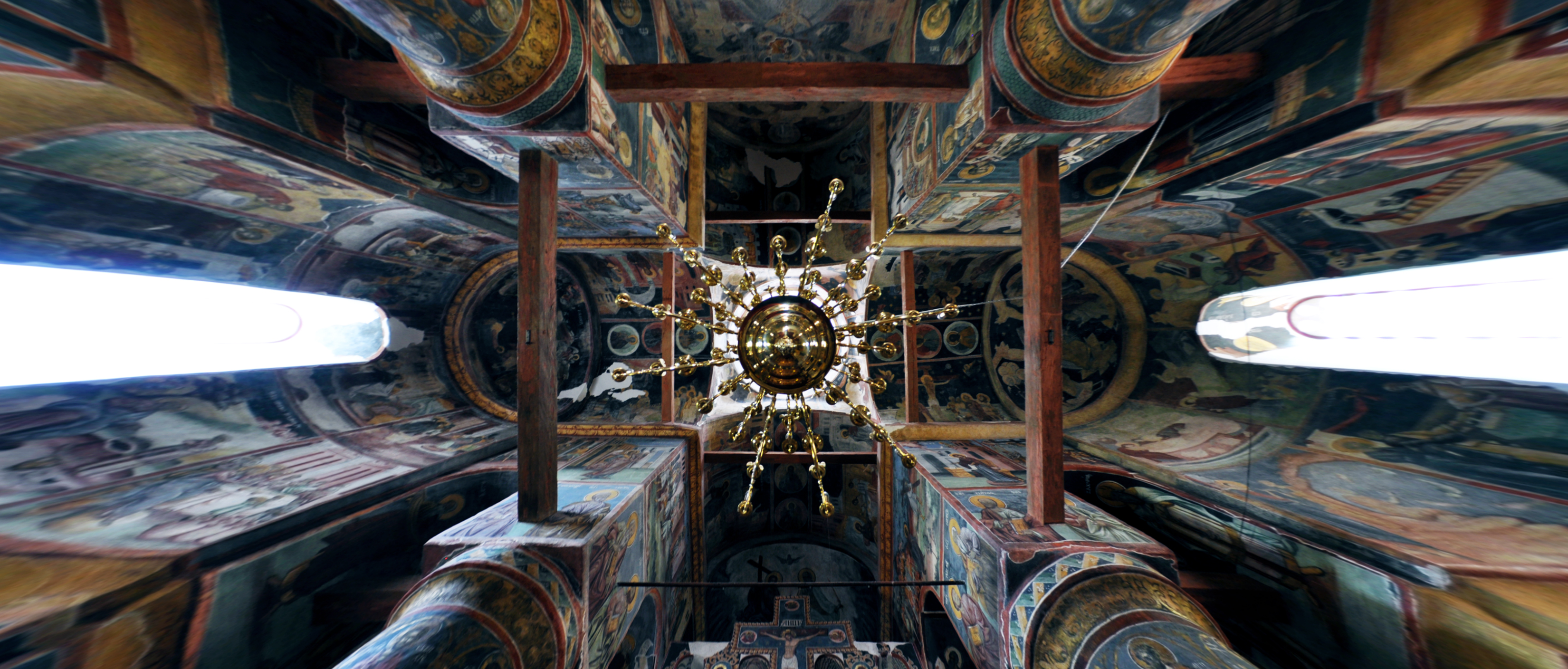